# 2513-as mellékút (Magyarország)
A 2513-as számú mellékút egy 26,5 kilométeres hosszúságú, négy számjegyű mellékút Borsod-Abaúj-Zemplén vármegyében, a Bükkben.

## Nyomvonala
Miskolcon ágazik ki a 2505-ös útból, annak 43+300-as kilométerszelvénye közelében, Lillafüred városrészben. Északnyugat felé indul, a Hámori-tó északi partján, Vásárhelyi István sétány néven, majd a folytatásban rendkívül kanyargósan halad. Hetedik kilométere előtt lép át Parasznya külterületére, majd a 10-12. kilométerei között Miskolc és Varbó határvidékén halad.
A 14+350-es kilométerszelvénye közelében kiágazik belőle a 25 139-es út, itt északabbi irányt vesz és átlép Mályinka területére; utóbbi község központja a 24. kilométere közelében található. 25,5 kilométer megtételét követően lép át Dédestapolcsány területére, ott még beletorkollik kelet felől a 25 127-es út, a 26+300-as kilométerszelvénye közelében. Nem sokkal ezután véget is ér, a 2506-os útba torkollva, annak 26+150-es kilométerszelvénye közelében.
Teljes hossza az országos közutak térképes nyilvántartását szolgáló kira.gov.hu adatbázisa szerint 26,444 kilométer.